# District historique de Flagstaff Southside
Pour les articles homonymes, voir Flagstaff.
Le district historique de Flagstaff Southside (anglais : Flagstaff Southside Historic District) est un district historique américain situé à Flagstaff, dans le comté de Coconino, en Arizona. Il est inscrit au Registre national des lieux historiques depuis le 31 mars 2010.